# Campionati mondiali di freestyle 2019
I Campionati mondiali di freestyle 2019 si sono svolti a Deer Valley e a Park City, negli Stati Uniti d'America, dal 1º al 9 febbraio 2019. 
A partire da questa edizione alle sei discipline già esistenti, ovvero salti, gobbe, gobbe in parallelo, slopestyle, halfpipe e ski cross, si è aggiunto anche il big air maschile e femminile più una gara di salti a squadre miste.

## Programma
| Giorno      | Gara                        |
| ----------- | --------------------------- |
| 1º febbraio | Ski cross - Qualificazioni  |
| 2 febbraio  | Big air - Finale            |
| 2 febbraio  | Ski cross - Finale          |
| 5 febbraio  | Slopestyle - Qualificazioni |
| 5 febbraio  | Salti - Qualificazioni      |
| 6 febbraio  | Salti - Finale              |
| 6 febbraio  | Slopestyle - Finale         |
| 7 febbraio  | Salti a squadre - Finale    |
| 7 febbraio  | Halfpipe - Qualificazioni   |
| 8 febbraio  | Gobbe - Finale              |
| 9 febbraio  | Gobbe in parallelo - Finale |
| 9 febbraio  | Halfpipe - Finale           |

## Podi

### Uomini
| Evento                        | Oro              | Tempo/Punti      | Argento             | Tempo/Punti    | Bronzo                 | Tempo/Punti |
| Gobbe (dettagli)              | Mikaël Kingsbury | 84,89            | Matt Graham         | 81,94          | Daichi Hara            | 81,66       |
| Gobbe in parallelo (dettagli) | Mikaël Kingsbury | Mikaël Kingsbury | Bradley Wilson      | Bradley Wilson | Daichi Hara            | Daichi Hara |
| Big air (dettagli)            | Fabian Bösch     | 186,00           | Henrik Harlaut      | 184,00         | Alex Beaulieu-Marchand | 183,25      |
| Salti (dettagli)              | Maksim Burov     | 130,09           | Oleksandr Abramenko | 126,24         | Noé Roth               | 125,22      |
| Halfpipe (dettagli)           | Aaron Blunck     | 94,20            | Kevin Rolland       | 93,80          | Noah Bowman            | 91,60       |
| Slopestyle (dettagli)         | James Woods      | 86,68            | Birk Ruud           | 85,40          | Nick Goepper           | 85,18       |
| Ski cross (dettagli)          | François Place   | François Place   | Brady Leman         | Brady Leman    | Kevin Drury            | Kevin Drury |

### Donne
| Evento                        | Oro                      | Tempo/Punti       | Argento          | Tempo/Punti | Bronzo          | Tempo/Punti  |
| Gobbe (dettagli)              | Julija Galyševa          | 79,14             | Jakara Anthony   | 78,99       | Perrine Laffont | 78,70        |
| Gobbe in parallelo (dettagli) | Perrine Laffont          | Perrine Laffont   | Jaelin Kauf      | Jaelin Kauf | Tess Johnson    | Tess Johnson |
| Big air (dettagli)            | Tess Ledeux              | 184,75            | Julia Krass      | 173,75      | Isabel Atkin    | 168,75       |
| Salti (dettagli)              | Aljaksandra Ramanoŭskaja | 113,18            | Ljubov' Nikitina | 89,88       | Xu Mengtao      | 89,88        |
| Halfpipe (dettagli)           | Kelly Sildaru            | 95,00             | Cassie Sharpe    | 94,40       | Brita Sigourney | 90,60        |
| Slopestyle (dettagli)         | Annullato                | Annullato         | Annullato        | Annullato   | Annullato       | Annullato    |
| Ski cross (dettagli)          | Marielle Thompson        | Marielle Thompson | Fanny Smith      | Fanny Smith | Alizée Baron    | Alizée Baron |

### Misti
| Evento                     | Oro                                           | Tempo/Punti | Argento                              | Tempo/Punti | Bronzo                                                 | Tempo/Punti |
| Salti a squadre (dettagli) | Svizzera Carol Bouvard Nicolas Gygax Noé Roth | 303,08      | Cina Xu Mengtao Sun Jiaxu Wang Xindi | 297,82      | Russia Ljubov' Nikitina Stanislav Nikitin Maksim Burov | 296,74      |

## Medagliere
| Pos.   | Paese         | Oro | Argento | Bronzo | Totale |
| ------ | ------------- | --- | ------- | ------ | ------ |
| 1      | Canada        | 3   | 2       | 3      | 8      |
| 2      | Francia       | 3   | 1       | 2      | 6      |
| 3      | Svizzera      | 2   | 1       | 1      | 4      |
| 4      | Stati Uniti   | 1   | 3       | 3      | 7      |
| 5      | Russia        | 1   | 1       | 1      | 3      |
| 6      | Gran Bretagna | 1   | 0       | 1      | 2      |
| 7      | Bielorussia   | 1   | 0       | 0      | 1      |
| 7      | Estonia       | 1   | 0       | 0      | 1      |
| 7      | Kazakistan    | 1   | 0       | 0      | 1      |
| 10     | Australia     | 0   | 2       | 0      | 2      |
| 11     | Cina          | 0   | 1       | 1      | 2      |
| 12     | Norvegia      | 0   | 1       | 0      | 1      |
| 12     | Svezia        | 0   | 1       | 0      | 1      |
| 12     | Ucraina       | 0   | 1       | 0      | 1      |
| 15     | Giappone      | 0   | 0       | 2      | 2      |
| Totale | Totale        | 14  | 14      | 14     | 42     |